# Диполь Індійського океану

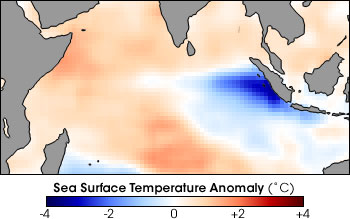
Температура води навколо островів Ментавай впали приблизно до 4 ° за Цельсієм в розпал позитивної фази (ДІО) в листопаді 1997 року, під час цих подій надзвичайно сильні вітри зі сходу відносять теплу поверхневу воду до Африки, дозволяючи холодній воді різко підніматися до узбережжі Суматри.

Диполь Індійського океану (ДІО) (англ. Indian Ocean Dipole) — феномен в Індійському океані, який впливає на клімат Австралії та інших країн, які оточують басейн Індійського океану. Індоокеанський диполь виникає внаслідок різниці температур поверхні води західної і східної частин Індійського океану і до недавнього часу був одним з найвпливовіших і водночас найменш зрозумілих природних явищ, що впливають на клімат Австралії.

## Явище
Розрізняють позитивну, нейтральну і негативну фази Індоокеанського диполя. Вплив на погоду має саме позитивна фаза, яка настає зазвичай раз на 3-8 років. Позитивна фаза характеризується підвищеною температурою поверхні океану, великою кількістю опадів у західній частині Індійського океану і холодними водами в його східній частині. Ця фаза спричиняє посухи в Східній Азії і Австралії, а також повені в деяких частинах Індійського субконтиненту і Східної Африки. Внаслідок дії цієї фази можуть виникати також великі пожежі в південно-східній Австралії, спричиняючи загибель коралового рифу на Західній Суматрі, посилюються спалахи малярії в Східній Африці. Негативна фаза ДІО формує протилежні умови: підвищена температура поверхні океану та велика кількість опадів у східній частині Індійського океану і холодні води та сухі кліматичні умови на заході.
ДІО впливає також на Індійські літні мусони, роблячи їх сильнішими за позитивної фази і слабкішими за негативної. ДІО є одним із чинників, що впливають на погоду і глобальний клімат планети, взаємодіючи з такими подібними явищами, як Ель-Ніньйо та Ла-Нінья у Тихому океані.
Явище ДІО вперше виявлене дослідниками клімату в 1999 році. Однак дані з викопних коралових рифив засвідчують, що ДІО функціонував принаймні з середини голоцену, тобто +6500 років тому.